# Rubus raduloides
Rubus raduloides är en rosväxtart som först beskrevs av William Moyle Rogers, och fick sitt nu gällande namn av Henri L. Sudre. Rubus raduloides ingår i släktet rubusar, och familjen rosväxter. Inga underarter finns listade i Catalogue of Life.